# Cmentarz Kunraticki
Cmentarz Kunraticki (cz. Kunratický hřbitov) – cmentarz położony w stolicy Czech w dzielnicy Praga 4 (Kunratice) przy ulicy Klínoveckiej.

## Historia
Cmentarz powstał w połowie lat 20. XX wieku na terenie ograniczonym ulicami Klínovecką, Beskydską, Šebkovą i Hřbitovní. Zastąpił on cmentarz przy kościele św. Jakuba, gdzie wyczerpano miejsce pod nowe miejsca grzebalne. Znajduje się tu odrestaurowany grobowiec rodziny Korb-Weidenheimów, dawnych właścicieli Kunratic, oraz grobowiec rodziny Bartůnków, właścicieli młyna w Dolnomlýnskim Stawie. Poza tradycyjnymi miejscami pochówków wydzielono ogród pamięci, do którego prowadzi oddzielne wejście.